# Panavia Tornado
Panavia Tornado je družina dvomotornih nadzvočnih lovskih letal z gibljivimi krili. Razvili so ga skupaj Italija, Združeno kraljestvo in Zahodna Nemčija, ki so za ta namen ustanovili podjetje Panavia Aircraft GmbH. Obstajajo tri glavne različice: Tornado IDS jurišnik-bombnik in uničevalec protiletalskih sistemov, Tornado ECR za elektronsko bojevanje in Tornado ADV kot prestreznik.
Deleži v podjetju Panavia Tornado GmbH so: 42,5% nemški EADS Deutschland GmbH, 42,5% britanski BAE Systems plc in 15% italijanski Alenia Aeronautica. Prvič je poletel 14. avgusta 1974 in vstopil v uporabo 1979–1980. Tornado je kot večnamensko letalo nadomestil več različnih tipov letal. Edini izvozni uporabnik je bila Savdska Arabija. Skupaj so zgradili 992 letal.
Med Zalivsko vojno leta 1991 so ga uporabljali Britanci in Italijani, kot penetrator na nizkih višinah in pri visoki hitrosti. Pozneje so ga uporabljali v konfliktih na območju bivše Jugoslavije, v Libiji, Afganistanu in Jemnu.
V 1960 so letalski konstruktorji študirali o gibljivih krilih, ki bi imeli hkrati dobro manevrirnost z razprtimi krili in visoko hitrost z zloženimi. Združeno kraljestov je preklicalo TSR-2 in F-111K in iskalo zamenjavo za Avro Vulcan in Blackburn Buccaneer. Britanija in Francija sta začeli s programom AFVG (Anglo French Variable Geometry) leta 1965, pozneje 1967 je Francija odstopila in ravzila svoja letala.  Britanija pa je nadaljevala in iskala mednarodne partnerje.

## Tehnične specifikacije(Tornado GR4)
- Posadka: 2
- Dolžina: 16,72 m (54 ft 10 in)
- Razpon kril: 13,91 m z 25° nklono, 8,60 m z 67° naklono (45,6 ft / 28,2 ft)
- Višina: 5,95 m (19.5 ft)
- Površina kril: 26,6 m² (286 ft²)
- Prazna teža: 13 890 kg (31 620 lb)
- Maks. vzletna teža: 28 000 kg (61 700 lb)
- Motorji: 2 × Turbo-Union RB199-34R Mk 103 turbofan
- Potisk (suh): 43,8 kN (9 850 lbf) vsak
- Potisk z dodatnim zgorevanjem: 76,8 kN (17 270 lbf) vsak

- Maks hitrost: Mach 2,2 (2 400 km/h, 1 490 mph) na višini 9 000 m / 30 000 ft altitude; 800 vozlov, 1 482 km/h, 921 mph na livelu morja
- Dolet: 1 390 km (870 mi) tipično
- Največji dolet: 3 890 km (2 417 mi) z 4 dodatnimi zunanjimi tanki
- Višina leta (servisna): 15 240 m (50 000 ft)
- Hitrost vzpenjanja: 76,7 m/s (15 100 ft/min)
- Razmerje potisk/teža: 0,55

- Orožje:
- top: 2× 27 mm (1,06 in) Mauser BK-27 revolver top nameščen v notranjosti trupa, z 180 naboji vsak
- nosilci za orožje: 4× lahki + 3× težki pod trupom in 4 × gibljivi pod krili, skupaj do 9000 kg orožja ali opreme
- rakete zrak-zrak   AIM-9 Sidewinder ali AIM-132 ASRAAM za samoobrambo
- rakete zrak-zemlja 6× AGM-65 Maverick ali 12× Brimstone ali 2× Storm Shadow
- protiradarske rakete:9× ALARM missile
- bombe:
- 5× 500 lb Paveway IV
- 3× 1000 lb (UK Mk 20) Paveway II/Enhanced Paveway II
- 2× 2000 lb Paveway III (GBU-24)/Enhanced Paveway III (EGBU-24)
- Hunting Engineering BL755 kasetne bombe
- do 2× JP233 ali MW-1 za uničevanje vzletnih stez
- do 4× B61 ali WE.177 taktične jedrske bombne
- drugo: do 4× zunanji tanki z gorivom

- Avionika:
- RAPTOR aerial reconnaissance pod
- RAFAEL LITENING targeting pod
- TIALD laserski designator
- BAE Systems Sky Shadow ECM